# Паштуни
Паштуни (Пуштуни, Патани), познати и као Авганци, су ирански народ који претежно живи у Пакистану и Авганистану. У Пакистану су већином настањени у провинцијама Хајбер-Пахтунва и Племенска подручја под федералном управом, у којима чине већину становништва, а у знатном броју их има и у провинцији Белуџистан, као и у граду Карачи. У целом Пакистану, Паштуни чине око 15% становништва и представљају други народ по бројности, после Пенџабаца, који чине 45%. У Авганистану, Паштуни представљају најбројнију етничку заједницу (42% становништва Авганистана), а настањени су претежно у јужним деловима земље. Паштуни су подељени у више од 400 племена, од којих су најзначајније племенске групације Сарбани, Батани, Гургушт и Карани. Према легенди, предак паштунског народа, Каис Абдур Рашид, имао три је сина, Сарбана, Батана и Гургушта, а од њих потиче већина данашњих паштунских племена. Паштуна има укупно око 49.000.000, од чега око 29.000.000 у Пакистану и око 13.000.000 у Авганистану. По вероисповести су муслимани (претежно сунити, а мањи део шиити), а говоре паштунским језиком, који припада источноиранској подгрупи индоевропске језичке породице.